# بوتيوكسيلة فيراغوتية
بوتيوكسيلة فيراغوتية (بالإنجليزية: Buttiauxella ferragutiae)‏ هي نوع بكتيريا من جنس بوتيوكسيلة، تم عزله من التربة في فرنسا.

## أصل التسمية
تمت تسمية هذا النوع تكريماً لكارمن فيراغوت، عالمة الأحياء الدقيقة الفرنسية لإسهامها في دراسة جنس بوتيوكسيلة.